# Prinzenstein (Börnecke)
Der Prinzenstein ist ein Menhir in Börnecke, einem Ortsteil von Blankenburg (Harz) im Landkreis Harz in Sachsen-Anhalt.

## Lage und Beschreibung
Der Prinzenstein befindet sich im Osten von Börnecke auf der sogenannten „Prinzenhöhe“, an der Westseite des Steinwegs, unmittelbar vor der Einmündung in die Westerhäuser Straße. Hier wurde er sekundär aufgestellt, sein ursprünglicher Standort ist aber unbekannt. Vielleicht handelt es sich dabei um ein Flurstück mit der Bezeichnung „Auf dem langen Stein“, vielleicht aber auch um einen bei einer nahe gelegenen Schwefel-Eisen-Quelle stehenden Grabhügel, der auch als Thingstätte genutzt wurde.
Der Menhir besteht aus Quarzit. Seine Gesamthöhe beträgt 225 cm, davon ragen 180 cm aus dem Erdboden. Die Breite beträgt 80 cm und die Tiefe 30 cm. Der Stein ist plattenförmig und hat eine schräg zulaufende Spitze. Auf einer Schauseite ist eine moderne Plakette mit der Aufschrift „Prinzenstein 1631“ angebracht.
Funde aus der Umgebung des Steins stammen von der Bernburger Kultur und der Aunjetitzer Kultur.

## Der Prinzenstein in geschichtlicher Zeit und in regionalen Sagen
1232 diente der Standort des Steins als Thingstätte. Gemäß einer Sage soll hier 1631 der kaiserliche Heerführer Johann T’Serclaes von Tilly gegen eine schwedische Vorhut gekämpft haben. Dabei soll ein brandenburgischer Prinz gefallen sein, zu dessen Ehren der Stein errichtet wurde. Nach einer Variante dieser Sage soll es sich um einen schwedischen Prinzen gehandelt haben.